# Ярема, Иван Васильевич
Иван Васильевич Ярема (16 мая 1938 — 17 октября 2021) — советский и российский лимфолог, декан лечебного факультета МГМСУ (2000—2015), член-корреспондент РАМН (2002), член-корреспондент РАН (2014), доктор медицинских наук (1981).

## Биография
Родился 16 мая 1938 года.
В 1967 году он окончил лечебный факультет 1-го ММИ имени И. М. Сеченова, затем была учёба в клинической ординатуре, которую он досрочно окончил в 1970 году.
С сентября 1970 года до самой кончины работал на кафедре госпитальной хирургии Московского государственного медико-стоматологического университета, где прошёл путь от клинического ординатора до профессора (с 1982 года), заведующего кафедрой госпитальной хирургии (с 1990 года), и декана лечебного факультета (2000—2015), затем — почётный декан факультета.
В 1970 году защитил кандидатскую диссертацию, тема: «Материалы к применению ионитов при лечении печёночной недостаточности».
В 1981 году защитил докторскую диссертацию, тема: «Экстракорпоральная детоксикационная лимфосорбция в хирургической клинике».
В 2002 году избран членом-корреспондентом РАМН.
В 2014 году стал членом-корреспондентом РАН (в рамках присоединения РАМН и РАСХН к РАН).
Скончался 17 октября 2021 года.
Сын Владимир — онколог, профессор кафедры госпитальной хирургии МГМСУ.

## Научная деятельность
Специалист в области клинической лимфологии.
Кафедра, которой руководил И. В. Ярема, ведёт разработку лимфологических способов диагностики и лечения различных заболеваний человека, решая многие вопросы клинической лимфологии, контактируя с ведущими лимфологическими центрами как России, так и Узбекистана и Украины.
Он предложил, разработал и апробировал новые средства инфузионно-трансфузионной терапии, полученные из лимфы грудного лимфатического протока человека, разработал методы получения лечебных препаратов из лимфы крупного рогатого скота. Впервые в мире успешно осуществил переливание лимфы от человека к человеку с лечебной целью.
Под его руководством подготовлено 117 кандидатов медицинских наук и 42 докторов медицинских наук.
Автор свыше 500 научных работ, среди которых 15 монографий, 15 авторских свидетельств на изобретения. По данным вольного сетевого сообщества «Диссернет», кандидатская и докторская диссертации, защищенные под его научным руководством, содержат масштабные заимствования, не оформленные как цитаты.
- «Лимфосорбция» (1982)
- «Эндолимфатическая антибиотикотерапия» (1984);
- «Лимфостимуляция» (1986);
- «Трансфузия лимфы и ее компонентов» (1995);
- «Эндолимфатическая анальгезия» (1995);
- «Хронические обструктивные заболевания легких» 1998, «Основы регионарной иммунотерапии» (2001);
- «Гастроиммунотерапия» (2001);
- «Аутоиммунный панкреатит» (2003);
- «Диагностика и лечение тромбофлебита» (2003);
- «Хирургия язвенной болезни желудка» (2005);
- «Профилактика изъянов в ургентной абдоминальной хирургии»  (2010).

## Награды
- Орден Почёта (2009)[7]
- Медаль ордена «За заслуги перед Отечеством» II степени (2002)[8]
- Заслуженный деятель науки Российской Федерации (1998)[9]
- Медаль «В память 850-летия Москвы»
- Нагрудный знак «Изобретатель СССР»
- Значок «Отличнику здравоохранения» (СССР)
- Медали ВДНХ СССР